# Xenodaeria laxiproceria
Xenodaeria laxiproceria är en loppart som beskrevs av Wu Hou-yong, Guo Tian-yu et Liu Quan 1996. Xenodaeria laxiproceria ingår i släktet Xenodaeria och familjen mullvadsloppor. Inga underarter finns listade i Catalogue of Life.